# KC Schwabsberg
Der KC Schwabsberg (offiziell: Kegelclub Schwabsberg e. V.) ist ein Kegelverein aus Rainau-Schwabsberg, Baden-Württemberg. Der KC Schwabsberg ist mittlerweile einer der erfolgreichsten Vereine auf der Ostalb. Bekannt ist vor allem die erste Mannschaft, die in der höchsten Spielklasse, der Kegel-Bundesliga (Classic) teilnimmt. Ihre Heimspiele werden auf vereinseigenen Kegelbahnen in Schwabsberg ausgetragen.
Der Verein wurde offiziell am 26. September 1953 von 8 Mitgliedern unter dem Namen Kegelverein Holzhacker gegründet. 1965 wurde der Name Holzhacker vorläufig auf Sportfreunde geändert, um an den Deutschen Meisterschaften teilnehmen zu können. Nach der Rückkehr von den Deutschen Meisterschaften beschloss man, den Verein künftig Kegelclub Schwabsberg zu nennen, um nicht erneut den Unwillen der Verbandsoberen auf sich zu lenken.